# Lil Eazy-E
Eric Darnell Wright Jr. (nascido em 23 de abril de 1984 em Compton, Califórnia), mais conhecido pelo seu nome artístico Lil Eazy-E é um rapper norte-americano, filho de um dos pioneiros do rap conhecido por Eazy-E.

## Aparição
Ele apareceu pela primeira vez na carreira musical com Daz Dillinger, período em que se esperava um lançamento do álbum independente. No entanto, como nenhum contrato foi assinado, na verdade, isso levou a uma eventual rivalidade entre os dois rappers. Lil Eazy E realizou duetos com rappers como Static Major, Snoop Dogg, Dr. Dre, Timbaland e Bone Thugs-N-Harmony.
Em 13 de setembro de 2012, foi relatado que Lil Eazy-E foi noticiado em negociações contratuais com a Death Row Records. Anteriormente assinou contrato com a Virgin Records em meados da década de 2000, o novo acordo com Hoopla Worldwide seria controversa ser distribuído através de Death Row Records. A história foi então anunciado publicamente ter sido citado erroneamente por tanto o artista e Lisa Marcum, que foi citado, afirmando que ele foi apenas em conversações com registros Hoopla para gravar um LP, que seriam distribuídos através de Wide Awake Entertainment, a empresa que comprou a Morte Row Records. Devido à história que foi tirada do contexto, o artista se afastou do negócio e afirmou que ele é e sempre será "Ruthless Records For Life".

## Morte do Pai
No dia 26 de março de 1995, seu pai, Eazy-E vem a falecer, vitíma de HIV. Foi enterrado no dia seguinte em Rose Hills Memorial Park Cemetery, localizada na Califórnia. Enterrado pelos filhos (inclusive o Eazy jr.), seus amigos e famíliares.

## Discografia

### Canções
- 1995 – A Lil' Eazier Said" (feat. Eazy-E) – Eternal E
- 2003 – Lets Get It Crackin' (with RizzyBoy) – True Crime: Streets of L.A.
- 2003 – Consequences – True Crime: Streets of L.A.
- 2003 – We The Shit (with Caviar) – O.G. Daddy V – O.G. Daddy V Presents Compton’s Finest Mixtape Volume 1
- 2003 – My Confession – The Game – Nigga Witta Attitude
- 2006 – Men Of Respect (with Jim Jones & Rell) Papoose – The Fourth Quarter Assassin
- 2006 – What We Claimin (Edited) – DJ Nik Bean – Streetz Of L.A. 6
- 2006 – Come Outta Compton (G-Unit West Special Edition)
- 2006 – The New West Coast (with Mr. Capone-E)
- 2006 – This Ain't A Game (feat. Bone Thugs-N-Harmony)

### Mixtapes
- 2006 – Cali Untouchable Radio 14: Rebirth Of Gangsta Rap
- 2006 – This Aint A Game (Hosted by Mixtape Messiah)